# 截彎取直 (水文)
截彎取直，一稱作裁彎取直，是一種河道治理的方法，透過把彎曲的河道拉直，使河水流動速度加快，從而借助河水加速帶動水中及水底的沉積物，減少沉積物在河曲地段沉積，有助防治洪水泛濫。
但是，河道經裁彎取直後所衍生的新生地，常被用來蓋更多的房子，導致原本暴雨或颱風來襲時，河道原有的滯洪能力大減。使得河道兩旁的堤防必需不斷的加高，才能防止水患。

## 參看
- 深圳河 - 梧桐河 - 雙魚河
- 基隆河、基河路
- 大直重劃區
- 潟湖
- 牛軛湖
- 吹泥墊地 - 填海